# Bundesautobahn 1
Pour les articles homonymes, voir A1 et Autoroute A1.

La Bundesautobahn 1 (BAB 1, A1 ou Autobahn 1) est une autoroute allemande dont le tracé part de Heiligenhafen, près de la mer Baltique, et aboutit à Sarrebruck. Elle a une longueur de 727 kilomètres. Elle est aussi connue sous le nom de Ligne Hanséatique entre Lübeck et la Ruhr, de Ligne du Vol d’Oiseau  de Hambourg à Heiligenhafen, et de Voie rapide de l’Eifel entre Cologne et l’Eifel.

## Ländertraversés
- Schleswig-Holstein
- Hambourg
- Basse-Saxe
- Brême
- Rhénanie-du-Nord-Westphalie
- Rhénanie-Palatinat
- Sarre

## Villes principales
- Heiligenhafen
- Lübeck
- Hambourg
- Brême
- Osnabrück
- Münster
- Dortmund
- Wuppertal
- Leverkusen
- Cologne
- Euskirchen
- Sarrebruck

## Numéros européens
L’A1 fait partie des routes européennes :
- entre Lübeck et Brême ;
- entre Erftstadt et Blankenheim ;
- entre Cologne et Erftstadt ;
- entre Brême et Cologne ;
- entre Mehren et Schweich ;
- entre Heiligenhafen et Lübeck ;
- entre Schweich et Sarrebruck.

## Tracé
L’A1 dispose de 145 sorties numérotées de 5 à 150 (les sorties 1 à 4 appartenant à la B207), et croise 30 autoroutes (dont 2 fois l’A43) et 2 Bundesstraßen à statut européen de Heiligenhafen à Sarrebruck:
- à Lübeck
- à Lübeck
- au niveau de Bargteheide
- à Hambourg
- à Hambourg
- à Hambourg
- à Seevetal
- à Seevetal
- à Buchholz in der Nordheide
- à Brême
- à Brême
- au niveau de Cloppenburg
- au niveau de Cloppenburg
- à Osnabrück
- à Münster
- à Kamen
- à Unna
- à Wuppertal
- à Wuppertal
- à Leverkusen
- à Leverkusen
- à Cologne
- à Cologne
- à Erftstadt
- à Erftstadt
- à Blankenheim
- à Mehren
- à Wittlich
- à Schweich
- à Nonnweiler
- à Sarrebruck